# Jutta A. Dönges
Jutta A. Dönges (* 9. Mai 1973 in Hanau) ist eine deutsche Managerin.
Dönges studierte von 1992 bis 1997 Wirtschaftsingenieurwesen mit Schwerpunkt Maschinenbau an der Technischen Universität Darmstadt. 2001 promovierte sie zum Dr. rer. pol. an der Johann Wolfgang Goethe-Universität Frankfurt am Main.
Von 1997 bis 2010 arbeitete sie bei Goldman Sachs. Anschließend bis 2013 bei der SEB AG. Ab 2014 arbeitete sie bei der staatlichen Bankenrettung SoFFin. 2015 wurde sie Mitglied des Leitungsausschusses der Bundesanstalt für Finanzmarktstabilisierung, dem sie ab 2016 vorstand. Anfang 2018 wurden ihre Aufgaben zur Bundesrepublik Deutschland – Finanzagentur GmbH verlagert und sie wurde dort Geschäftsführerin. Ende Oktober 2022 schied sie dort aus. Im Dezember 2022 wurde sie gerichtlich zum Aufsichtsratsmitglied von Uniper ernannt. Außerdem ist sie Mitglied im Aufsichtsrat von TUI, Commerzbank und war in dieser Position bis 2023 bei Rock Tech Lithium in Vancouver. Im Januar 2023 wurde bekannt, dass sie Finanzvorständin bei der Uniper wird. Zum 1. März 2023 trat sie ihr Amt an und wurde zur vorübergehenden Vorstandsvorsitzenden ernannt. Im Juni 2023 wurde Michael David Lewis Vorstandsvorsitzender.
Dönges ist verheiratet und Mutter von vier Kindern.